# علا احمد
علا احمد (انگلیسی: Alaa Ahmad؛ زادهٔ ۱ ژوئیهٔ ۱۹۵۲) یک بازیکن فوتبال اهل عراق است.
از باشگاه‌هایی که در آن بازی کرده‌است می‌توان به تیم ملی فوتبال عراق اشاره کرد.
وی همچنین در تیم ملی فوتبال تیم ملی فوتبال عراق بازی کرده است.